# Zoltán Nemere
Zoltán Nemere, född 20 april 1942 i Bokod, död 6 maj 2001 i Felgyő, var en ungersk fäktare.
Nemere blev olympisk guldmedaljör i värja vid sommarspelen 1964 i Tokyo.